# Contee della Virginia Occidentale

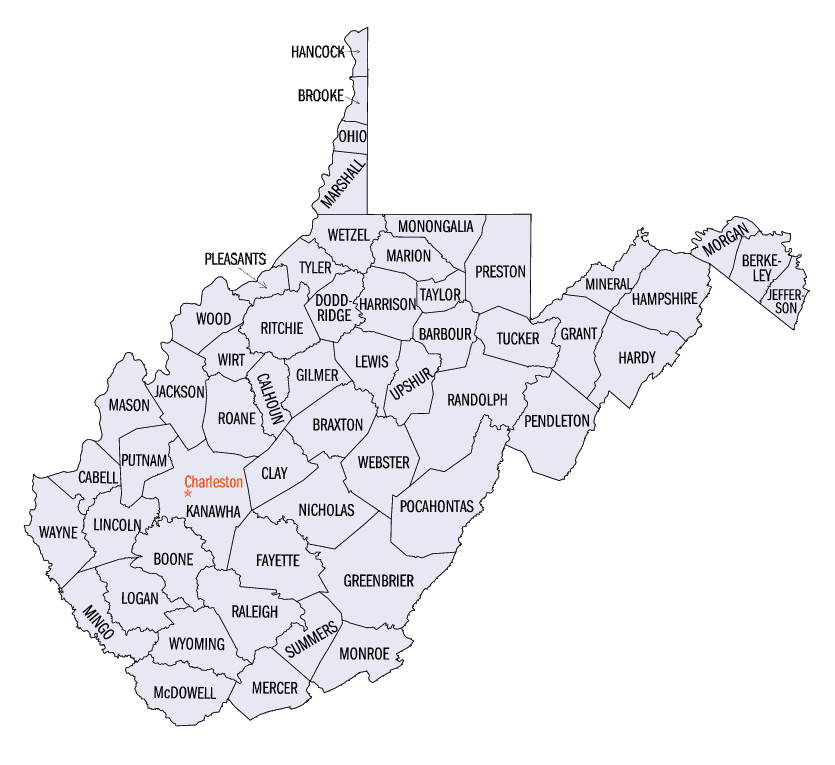
Contee della Virginia Occidentale

Lista delle 55 contee della Virginia Occidentale, negli Stati Uniti d'America:
| - Barbour - Berkeley - Boone - Braxton - Brooke - Cabell - Calhoun - Clay - Doddridge - Fayette - Gilmer - Grant - Greenbrier - Hampshire - Hancock - Hardy - Harrison - Jackson - Jefferson - Kanawha | - Lewis - Lincoln - Logan - Marion - Marshall - Mason - McDowell - Mercer - Mineral - Mingo - Monongalia - Monroe - Morgan - Nicholas - Ohio - Pendleton - Pleasants - Pocahontas - Preston - Putnam | - Raleigh - Randolph - Ritchie - Roane - Summers - Taylor - Tucker - Tyler - Upshur - Wayne - Webster - Wetzel - Wirt - Wood - Wyoming |